# Музей Добре
Музей Добре (фр. Musée Dobrée) — один из главных исторических музеев Нанта. По завещанию мецената Тома Добре (1810—1895) принадлежит генеральному совету департамента Луара Атлантическая. Организационно объединён с городским археологическим музеем, изначально государственным.
Добре был родом из семьи нормандских гугенотов, обосновавшихся в XVI веке на Гернси. Члены семьи Добре были торговцами и судовладельцами в порту Нанта. В возрасте 28 лет Добре оставил дела и занялся коллекционированием предметов искусства и старины. С 1862 года строил «дворец», предназначенный для размещения десяти тысяч объектов своей коллекции. Собрание Добре особенно ценно старыми книгами (инкунабулы, старопечатные бретонские книги), рукописями, живописью, монетами и медалями, а также коллекцией нидерландских и немецких гравюр.
Дворец Добре выстроен в неороманском стиле и находится вблизи купленной им средневековой епископской резиденции (так называемый мануар де ла Туш, 1425—1440). В этой резиденции происходил суд над Жилем де Рэ, вошедшим в историю как Синяя борода, а в 1442 году в ней же умер герцог Бретани Жан VI, чьё имя носит площадь перед музеем Добре. В XV—XVII веках в здании жили ирландские монахи. На одной из башен этого сооружения Добре приказал написать по-бретонски девиз, отражающий его тягу к знаниям — «Ann dianaf a rog ac’hanoun» (в ныне принятой орфографии «An dianav a rog ac’hanon» — неведомое меня пожирает). Часовню св. Гавриила, ровесницу здания, Добре распорядился снести, потому что она мешала сооружению его дворца.
8 августа 1894 года Добре завещал свой дворец, архиепископскую резиденцию и коллекции департаменту Нижней Луары (ныне Луара Атлантическая) с разрешением впоследствии перенести археологические коллекции департамента в купленное им здание мануара де ла Туш, но настаивал на том, чтобы в этом случае государственный археологический музей и музей Добре имели отдельный вход. Его воля соблюдается до сих пор. В следующем году Добре умер, а в 1896 году открылся для публики его музей. С этого же года там размещён золотой ларец для сердца Анны Бретонской — одна из важнейших национальных реликвий. В 1974 году оказалось необходимым расширить площади музея и построить отдельный современный флигель.
Египетская коллекция музея не связана с собранием Тома Добре. Она восходит к собранию египтолога и натуралиста Фредерика Кайо из Нанта (обширный дар городу 1819 г.; впоследствии он завещал археологическому музею города и остальную часть своего собрания). В XX веке эта коллекция объединилась с находившимися в другом нантском музее (на территории замка герцогов Бретани) предметами, собранными Альбером Гейе в ходе раскопок египетского Антинуполя в 1907—1908 гг.

## Галерея
- Тома Добре, основатель музея
- Средневековые статуи святых
- Музей Добре. Один из фасадов